# 李小春
李小春（1938年—1990年），曾用名李菊甲，男，满族，原籍河北雄县，生于北平，中国京剧表演艺术家，中国戏剧家协会理事，第七届全国政协委员。